# Чечения
Чеченската република (на чеченски: Нохчийн Республика; на руски: Чеченская республика), известна още като Чечения или Чечня, е една от съставните части на Руската федерация и е част от Севернокавказкия федерален окръг и Северокавказкия икономически район. Площта ѝ е 15 647 km2 (76-о място по площ в Руската Федерация, 0,09%), а населението към 1 януари 2017 г. възлиза на 1 414 865 души (33-то място в Руската Федерация, 0,96%). Столица е град Грозни. Разстояние от Москва до Грозни – 2007 km.

## Историческа справка
На 30 ноември 1922 г. е образувана Чеченската автономна област, а на 7 юли 1924 г. Ингушката автономна област. На 15 януари 1934 г. двете автономни области са обединени в Чечено-Ингушка автономна област, а на 5 декември 1936 г. е преобразувана в Чечено-Ингушка АССР. През 1944 г. Чечено-Ингушката АССР е ликвидирана, а населението ѝ е депортирано в Казахстан, Средна Азия и Сибир. През 1957 г. Чечено-Ингушката АССР е възстановена и останалите живи депортирани чеченци и ингуши се завръщат по родните си места. На 1 октомври 1991 г. президентът Джохар Дудаев обявява независимостта на новата Чеченска Република от Русия, а на 4 юни 1992 Чеченската Република се разделя на две отделни република Република Чечения на изток и Република Ингушетия на запад. От 1994 г. насам руското правителство прави безуспешни опити да установи с военни средства контрол над цялата ѝ територия.

## Географска характеристика
Чеченската република е разположена в югозападната част на Руската Федерация, по северните склонове на Голям Кавказ. Граничи на запад с Република Ингушетия и Република Северна Осетия, на северозапад – със Ставрополски край, на север и изток – с Република Дагестан и на юг – с Грузия. В тези си граници заема площ от 15 647 km2 (76-о място по площ в Руската Федерация, 0,09% от нейната територия).
Чечения е разположена в централните части на северните склонове на планината Голям Кавказ. По южната граница на страната с Грузия е разположен Страничния хребет на Голям Кавказ и в него се издигат най-високите върхове на Чечения – Тебулосмта 4493 m, Диклосмта 4285 m и др. Северно от Страничния хребет и успоредно на него се простират три паралелни един на друг хребети: Скалист (връх Хахали 3031 m), Пасбищен и Черните планини, които представляват типични куести (хребети с асиметрични склонове), с полегати южни и стръмни северни склонове. На югозапад, по границата с Република Дагестан се издига мощният (до 3308 m) Андийски хребет. В централната част на Чечения, северно от Черните планини се простира лесостепната Чеченска равнина, а северно от нея в пределите на страната попада южната част на степната и полупустинна Терско-Кумска низина, набраздена с ниски ридове и хълмове. На запад от Чеченската равнина се издигат ниските Терско-Сунженски възвишения, разделени от плодородната Алханчуртска долина.
В северните части на Чечения климатът е умерено-континентален, а в южната планинска част има ясно изразена височинна зоналност. В Терско-Кумската низина средната януарска температура е -3 °C, средна юлска 25 °C, годишна сума на валежите 300 – 400 mm, вегетационен период (минимални денонощни температури над 10 °C) 190 денонощия. В Чеченската равнина средната януарска температура е -4 °C, средната юлска 22 – 24 °C, а годишната сума на валежите 400 – 600 mm. В планините средната януарска температура е от -5 °C в ниските части до -12 °C и по-ниски във високите части, средната юлска съответно от 21 °C до 5 °C, а сумата на валежите от 600 до 1200 mm.
Речната мрежа на Чечения е представена от 3198 реки (с дължина над 1 km) с обща дължина 6509 km и принадлежи почти изцяло към водосборния басейн на река Терек, вливаща се в Каспийско море. Незначителна част от територията на страната в югоизточната част принадлежи към водосборния басейн на река Сулак, също вливаща се Каспийско море. Най-големите чеченски реки са: река Терек, протичаща през северната ѝ част; Сунжа и Асса (десни притоци на Терек); Аргун (десен приток на Сунжа). Речната мрежа е разположена неравномерно – в планинската част има гъста речна мрежа, а на север от река Терек, в Терско-Кумската низина практически напълно отсъства. Почти всички чеченски реки в горните си течения имат ясно изразен планински характер, а при навлизането си в равнината – типично равнинен характер, създават широки долини и водите им почти на 100% се използват за напояване. Подхранването на реките е два вида – смесено с преобладаване на ледниковото и смесено с преобладаване на дъждовното и подземното. Водният режим също е два вида: пролетен и пролетно-летен (предимно летен – юли и август) в резултата на интензивното ледо- и снеготопене в планините. По-голямата част от реките в страната през зимата не замръзват.
В Терско-Кумската низина почвите са кафяви и светлокафяви, в Терсо-Сунженските възвишения – карбонатни черноземи. В Чеченската равнина преобладават ливадните почви, в по-високите участъци – излужените черноземи, по долините на реките – алувиалните и ливадно-блатните почви, а в планините – планински-горски и планински-ливадни. В Терско-Кумската низина естествената растителност е степна и полупустинна, в Чеченската равнина – степна и лесостепна. В планините, до 1800 – 2200 m са разпространени широколистните гори, а по-нагоре – субалпийски и алпийски пасища. Горите в Чечения заемат 361 хил.ха (18,7% от територията на страната), като преобладава бука (48,8% от горския фонд), бреза (10,9%), габър (9,9%), дъб (9,6%). В степните и лесостепни райони са разпространени различни видове гризачи, влечуги, птици (дропла, дива гъска, кавказки фазан). В планините обитават кафява мечка, дива свиня, източнокавказки тур, елен, дива котка, вълк, сърна, язовец, черноглав орел, планинска пуйка, кавказки тетерев, кеклик и др.

## Население
Населението на Чечения на 1 януари 2017 г. е 1 414 865 души (33-то място по брой в Руската Федерация, 0,96%). Броят на чеченците е 1 206 551 души (95,3 %), на руснаците 24 382 души (1,9 %), на кумиките 12 221 души (1,0 %), и др.

## Административно-териториално деление
В административно-териториално отношение Република Чечения се дели на 2 републикански градски окръга и 15 муниципални района. Има 5 града, в т.ч. 3 града с републиканско подчинение (Грозни, Аргун и Гудермес) и 2 града с районно подчинение. Селища от градски тип няма.
| Административна единица      | Площ (km2) | Население (2017 г.) | Административен център | Население (2017 г.) | Разстояние до Грозни (в km) | Други градове и сгт с районно подчинение |
| ---------------------------- | ---------- | ------------------- | ---------------------- | ------------------- | --------------------------- | ---------------------------------------- |
| Републикански градски окръзи |            |                     |                        |                     |                             |                                          |
| 16. Грозни                   | 324        | 291 687             | гр. Грозни             | 291 687             |                             |                                          |
| 17. Аргун                    | 63         | 36 486              | гр. Аргун              | 36 486              | 16                          |                                          |
| Муниципални райони           |            |                     |                        |                     |                             |                                          |
| 1. Ачхой-Мартановски         | 1225       | 86 844              | с. Ачхой-Мартан        | 23 282              | 51                          |                                          |
| 2. Веденски                  | 936        | 39 451              | с. Ведено              | 5133                | 67                          |                                          |
| 3. Грозненски                | 1600       | 128 903             | гр. Грозни             |                     |                             |                                          |
| 4. Гудермески                | 740        | 144 112             | гр. Гудермес           | 51 776              | 40                          |                                          |
| 5. Итум-Калийски             | 1277       | 6498                | с. Итум-Кали           | 1288                | 72                          |                                          |
| 6. Курчалоевски              | 505        | 126 447             | с. Курчалой            | 25 260              | 44                          |                                          |
| 7. Надтеречни                | 883        | 62 635              | с. Знаменское          | 11 654              | 99                          |                                          |
| 8. Наурски                   | 2205       | 58 475              | ст-ца Наурская         | 9656                | 92                          |                                          |
| 9. Ножай-Юртовски            | 629        | 57 762              | с. Ножай-Юрт           | 6744                | 111                         |                                          |
| 10. Сунженски                | 349        | 22 835              | ст-ца Серноводская     | 11 882              | 48                          |                                          |
| 11. Урус-Мартановски         | 649        | 139 741             | гр. Урус-Мартан        | 58 588              | 31                          |                                          |
| 12. Шалински                 | 637        | 129 893             | гр. Шали               | 53 016              | 36                          |                                          |
| 13. Шаройски                 | 580        | 3154                | с. Химой               | 329                 | 103                         |                                          |
| 14. Шатойски                 | 824        | 19 388              | с. Шатой               | 2523                | 52                          |                                          |
| 15. Шелковски                | 2994       | 60 554              | ст-ца Шелковская       | 12 719              | 71                          |                                          |